# Thyrinteina
Thyrinteina is een geslacht van vlinders van de familie spanners (Geometridae), uit de onderfamilie Ennominae.

## Soorten
- T. arnobia Stoll, 1782
- T. infans Herbulot, 1970
- T. leucoceraea Rindge, 1961
- T. schadeana Schaus, 1927
- T. trica Poole, 1968
- T. unicornis Rindge, 1961